# Benkő László (jogász)
Benkő László (Nagykanizsa, 1912. február 20. – Budapest, 2001. február 4.) magyar jogász.

## Családja
Apja Benkő Ferenc (1879–1941) MÁV-segédtisztként dolgozott, anyja Marx Mária volt. Felesége Barlai Ilona, gyermekeik Benkő László (1943–2020) zeneszerző és Benkő Márta (1947–2003) színésznő. Testvérei Benkő Aranka óvónő és Benkő Ferenc postaigazgató.

## Tanulmányai
1935-ben vasúti tisztképzőt végzett, majd 1938-ban szerezte jogtudományi doktori oklevelét a pécsi Erzsébet Tudományegyetemen. 1954-ben elvégezte az autóközlekedési tisztképzőt, majd 1968-69-ben a közlekedési vezetőképző tanfolyamot. 1973-ban szerezte meg a közlekedéstudományok kandidátusa címet.

## Életútja
1933 és 1945 MÁV-állomásokon, majd a MÁV szombathelyi üzletvezetőségén, később pedig a MÁV Igazgatóságon szolgált. 1945 és 1949 között a MÁV K/I. Osztály Szállítmányozási Csoportjának vezetője, forgalmi főnöke, és az Ellenőrzési Osztály vezetője volt. Ezután megszervezte a Teherfuvarozási Vállalat (TEFU) Igazgatóságát és az intézmény Forgalmi és Kereskedelmi Főosztályának vezetője volt. 1949 és 1952 között ugyanitt igazgatóhelyettes. 1953-54-ben a SZÖVAUT Szállítmányozási Vállalat forgalmi osztályvezetője lett. Ezután a Közlekedésügyi Minisztérium, majd a Közlekedési és Postaügyi Minisztérium (KPM) VI/9. Kereskedelmi Osztályának vezetője volt 1957-ig. 1957-től 1961-ig a KPM Autóközlekedési Főosztály Kereskedelmi Osztályának szállítmányozási csoportvezetője, 1961 és 1964 között a Felsőfokú Gépjármű-közlekedési Technikum Forgalmi és Kereskedelmi Tanszékén dolgozott mint tanszékvezető tanár. 1964 és 1972 között a KPM Autóközlekedési Vezérigazgatóság Igazgatási és Jogi Szakosztályának vezetője, és az Autóközlekedési Tisztképző Intézet megszervezője, majd igazgatója volt. 1972-ben a Volán Tröszt Vasútforgalmi és Menetirányítási Főosztály főosztályvezető-helyettesévé nevezték ki. 1965 és 1965 között az ÉKME megbízott előadója volt, egyúttal a győri Közlekedési és Távközlési Műszaki Főiskolán és a BME Mérnöktovábbképző Intézetében is mint előadó tanár működött. 1962 és 1965 között az MTA–TMB önálló aspiránsa.
Szakterülete a szállítási és fuvarjog volt. A közhasználatú autóközlekedés szervezetében és ügyrendjében a kiskereskedelmi gyűjtőforgalmi rendszert, a későbbi darabáru-fuvarozási rendszert, valamint a postaképviseleti rendszert alkotta meg. Ő hozta létre a TEFU bevétel-ellenőrzési rendszert és ennek részbeni gépesítése is az ő munkája a tachográf bevezetésével, valamint a menetrendszerűség ellenőrzése elektronikus számítógépek segítségével. Ő vezette be a darabáru-forgalomban az egytengelyes pótkocsikat. A TEFU első szakutasításait ő szerkesztette.
Az MTA Vezetés- és Szervezéstudományi Bizottságának tagja és a Közlekedéstudományi Egyesület vezetőségi tagja volt. 1954-től a Közlekedési Közlöny szerkesztőbizottságának tagja.

## Főbb művei
- Forgalmi és kereskedelmi utasítás a teherautófuvarozási vállalatok forgalmi és kereskedelmi szolgálata részére. Összeáll. (Bp., 1951)
- Az új tehergépkocsi-díjszabás a szocialista gazdálkodásban. Mirtányi Gyulával. (Közlekedéstudományi Szemle, 1951)
- A tehergépkocsi-díjszabás kérdései. (Közlekedéstudományi Szemle, 1952)
- Végrehajtási utasítás a képviseletek forgalmi és kereskedelmi szolgálatának ellátására. Összeáll. (Bp., 1952)
- Kereskedelmi utasítás a KPM 6. Autóközlekedési Főosztály főfelügyelete alá tartozó autóközlekedési vállalatok számára. Összeáll. (Bp., 1958)
- Nemzetközi együttműködés a gépjármű-közlekedés területén. (Közlekedéstudományi Szemle, 1958)
- Szállítmányozási ismeretek. Szerk. Többekkel. (Bp., 1959)
- Kereskedelmi szolgálat. Egy. jegyz. (Bp., 1960)
- A teljesítményellenőrzés korszerűsítése a tehergépkocsi-közlekedésben. (Közlekedési Közlöny, 1961)
- A közlekedés kereskedelmi szolgálata. (Üzemgazdasági kiskönyvtár. Bp., 1961)
- Gépjármű-fuvarozási és díjszabási ismeretek. Egy. jegyz. (Bp., 1961)
- Fuvarjog és díjszabás. 1. Összeáll. (Bp., 1964)
- Gépjármű-kereskedelmi ismeretek. Egy. jegyz. Rozgonyi Lászlóval. (Bp., 1964; 2. kiad. 1966; 3. kiad. 1970)
- Forgalmi és kereskedelmi ismeretek 4. Többekkel. Technikumi jegyz. (Bp., 1966)
- Teherforgalom. Többekkel. Tanfolyami jegyz. (Bp., 1969)
- A menetrendszerű közúti darabáru-fuvarozás ellenőrzése elektronikus számológépekkel. (Közlekedési Közlöny, 1970)
- A közlekedési díjszabások rendszerezésének és fejlesztésének elméleti kérdései. Kand. értek. (Bp., 1971)
- Fuvarjog és díjszabás. 3. Árudíjszabási ismeretek. Szerk. Nagy Istvánnal. Egy. jegyz. (Bp., 1975)
- Fuvarjog és díjszabás. 4. Személyfuvarozás. Szerk. Egy. jegyz. (Bp., 1977)
- Fuvarjog és díjszabás. 2. Díjszabáselmélet. Szerk. Egy. jegyz. (Bp., 1980; 6. kiad. 1996)
- Fuvarjog és díjszabás. Példatár. Szerk. (Bp., 1985)